# Rosl Schwaiger
Rosl Schwaiger (Saalfelden, 5 de setembro de 1918 – Munique, 19 de abril de 1970) foi uma soprano operística coloratura austríaca. Ela foi membro da Ópera Estatal de Viena e da Ópera Estatal da Baviera, conhecida por cantar papéis de Mozart como Blonde, Susanna e Zerlina. Ela se apresentou em casas de ópera e festivais europeus e foi especialmente popular no Festival de Salzburgo, onde se apresentou por décadas em óperas e concertos sacros.

## Vida e carreira
Schwaiger nasceu em Saalfelden. Ela recebeu suas primeiras aulas de música com seu pai, um organista, e estudou piano e canto no Mozarteum em Salzburgo. Ela fez sua estreia no Salzburger Landestheater em 1940 como a Rainha da Noite em Die Zauberflöte de Mozart. Schwaiger posteriormente recebeu compromissos no Teatro Basel e em Bregenz. Ela trabalhou na Volksoper de 1942 e na Ópera Estatal de Viena de 1945 a 1952. Os papéis principais incluíram Susanna em Le nozze di Figaro de Mozart, Zerlina em seu Don Giovanni, Ännchen em Der Freischütz de Weber, Rosina em Il barbiere di Siviglia de Rossini, Norina em Don Pasquale de Donizetti, Olympia em Les contes d'Hoffmann de Offenbach, Gilda em Rigoletto de Verdi e Ninetta em Die Liebe zu den drei Orangen, de Prokofieff.
Em 1952, o diretor artístico Rudolf Hartmann contratou Schwaiger como primeira soprano coloratura para a Bayerische Staatsoper e Staatstheater am Gärtnerplatz em Munique. Nesses dois teatros, seus parceiros incluíam Harry Friedauer, Marianne Schech, Erika Köth, Martha Kunig-Rinach e Sári Barabás. Ela apareceu como Papagena em uma produção de Die Zauberflöte em 1956, conduzida por Hans Knappertsbusch no Prinzregententheater em Munique, e como Adina em L'elisir d'amore de Donizetti ao lado de Benno Kusche em 1957.
Ela se apresentou regularmente no Festival de Salzburgo e em óperas e concertos de música sacra até 1965. Em 1945, ela apareceu como Loira em Die Entführung aus dem Serail de Mozart e em 1946 como Barbarina em seu Le nozze di Figaro e como Sophie em Der Rosenkavalier de Richard Strauss. Ela se apresentou na Catedral de Salzburgo na Missa em Sol maior de Schubert e nas Vesperae solennes de confessore de Mozart em 1954. Ela foi uma das cantoras mais populares no Festival de Salzburgo durante sua estadia lá.
Schwaiger também apareceu em operetas, incluindo Arsena em Der Zigeunerbaron de Johann Strauss. Em 1952, ela desempenhou o papel principal na produção da WDR da opereta A Gueixa, de Sidney Jones, dirigida por Franz Marszalek. Em 1966, Schwaiger, que havia sido nomeado Kammersängerin da Baviera, cantou o papel de Maria na estreia de Salzburger Passion de Cesar Bresgen no Großes Festspielhaus em Salzburgo.
Em 1954, Schwaiger realizou uma turnê bem-sucedida pela América do Norte. Três anos depois, ela cantou no Glyndebourne Festival Opera como Blonde, Papagena e Najade em Ariadne auf Naxos de Richard Strauss. Ela deu recitais de lieder na Grécia e na Turquia em 1958.
Schwaiger morreu em Munique aos 51.

## Gravações
Schwaiger gravou Barbarina in Figaro em 1956, regida por Karl Böhm, ao lado de Paul Schöffler e Sena Jurinac, Walter Berry e Rita Streich.